# Moonshine in the Trunk
| Recensione | Giudizio |
| ---------- | -------- |
| AllMusic   |          |

Moonshine in the Trunk è il decimo album di studio del cantautore e chitarrista country statunitense Brad Paisley pubblicato nel 2014.

## Il disco
È l'ottavo album di Paisley a raggiungere la prima posizione nella classifica degli album country.

## Tracce
1. Crushin' It – 3:40 (Kelley Lovelace, Lee Thomas Miller, Brad Paisley)
2. River Bank – 3:00 (Kelley Lovelace, Brad Paisley)
3. Perfect Storm – 3:55 (Lee Thomas Miller, Brad Paisley)
4. High Life – 3:44 (Brent Anderson, Chris Dubois, Kelley Lovelace, Brad Paisley)
5. Moonshine in the Trunk – 3:59 (Brent Anderson, Chris Dubois, Brad Paisley)
6. Shattered Glass – 3:45 (Brad Paisley)
7. Limes – 3:56 (Kelley Lovelace, Lee Thomas Miller, Brad Paisley)
8. You Shouldn't Have To – 3:54 (Kelley Lovelace, Tim Owens, Brad Paisley)
9. 4WP – 3:27 (Brent Anderson, Chris Dubois, Brad Paisley)
10. Cover Girl – 3:11 (Brent Anderson, Chris Dubois, Brad Paisley)
11. Gone Green – 3:16 (Kenny Lewis)
12. JFK 1962 – 0:54 (Brad Paisley)
13. American Flag on the Moon – 3:47 (Brad Paisley)
14. Country Nation – 3:48 (Chris Dubois, Kelley Lovelace, Brad Paisley)
15. Me and Jesus – 3:21 (Tom T. Hall)

## Formazione
- Randle Currie - pedal steel guitar
- Gary Hooker - chitarra elettrica
- Kenny Lewis - basso acustico ed elettrico, cori
- Gordon Mote - pianoforte
- Jasper Paisley - armonica a bocca
- Ben Sesar - batteria, percussioni
- Bryan Sutton - banjo, chitarra acustica
- Justin Williamson - violoncello, fiddle, mandolino, violino
- Brent Anderson - cori
- Emmylou Harris - cori
- Wes Hightower - cori
- Carl Jackson - cori
- Carrie Underwood - cori
- Mrs. King's Class At Montessori Academy - coro di bambini
- Brad Paisley - ospite/compositore, chitarra acustica ed elettrica, mandolino, missaggio, produttore, programmazione, cori
- Kendall Marcy - banjo, Fender Rhodes, Hammond B3, tastiera, pianoforte, sintetizzatore, cori, produttore, editing digitale, ingegnere del suono
- Luke Wooten - percussioni, cori ingegnere del suono, missaggio, produttore
- Brian David Willis - editing digitale
- Kyle Manner - editing digitale, ingegnere del suono
- Rafe Hollister - missaggio
- Scott Johnson - assistente alla produzione
- Bob Ludwig - masterizzazione

## Classifiche
| Classifica          | Posizione massima |
| ------------------- | ----------------- |
| Country Albums      | 1                 |
| The Billboard 200   | 2                 |
| Top Canadian Albums | 2                 |
| Top Digital Albums  | 3                 |